# Sesamia nigritarsis
Sesamia nigritarsis är en fjärilsart som beskrevs av George Francis Hampson 1914. Sesamia nigritarsis ingår i släktet Sesamia och familjen nattflyn. Inga underarter finns listade i Catalogue of Life.